# Moringa
Moringa es el único género de la familia Moringaceae, llamada sedeructops también ben o marango. Este género comprende 13 especies, todas las cuales son árboles de climas tropicales y subtropicales.
La especie más popular es Moringa oleifera, árbol originario de Kerala, estado de la India, conocido comúnmente como moringa. Esta variedad se cultiva principalmente en los trópicos. La especie africana, Moringa stenopetala, también se cultiva ampliamente, pero menos que la Moringa oleifera.

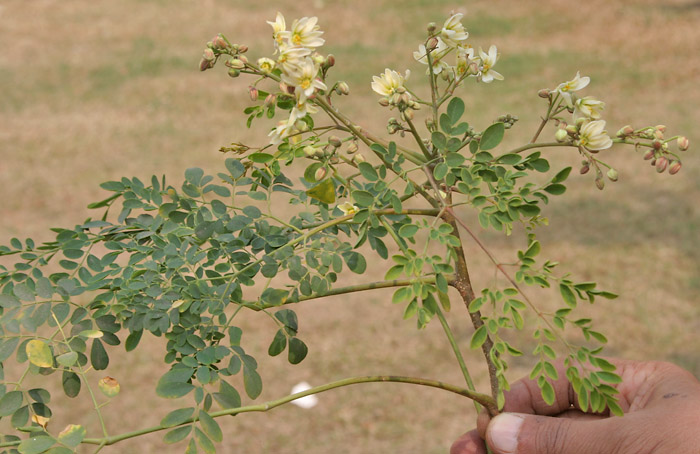
Moringa

## Especies

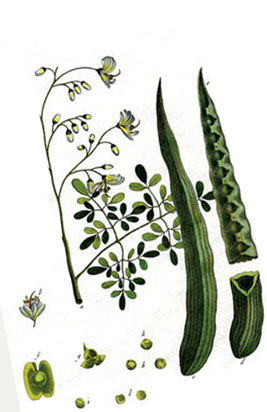

- Moringa arborea
- Moringa borziana
- Moringa concanensis
- Moringa drouhardii
- Moringa hildebrandtii
- Moringa longituba
- Moringa oleifera
- Moringa ovalifolia
- Moringa peregrina
- Moringa pygmaea
- Moringa rivae
- Moringa ruspoliana
- Moringa stenopetala